# Triều Tiên Minh Tông
Triều Tiên Minh Tông (chữ Hán: 朝鮮明宗, Hangul: 조선명종, 3 tháng 7, 1534 – 3 tháng 8, 1567) là vị quốc vương thứ 13 của nhà Triều Tiên. Ông trị vì trong khoảng từ năm 1545 đến 1567, tổng cộng gần 22 năm.
Thời đại của ông được biết đến với vấn đề phe phái hoành hành, đặc biệt là phía ngoại thích của người cậu Doãn Nguyên Hành (尹元衡) và mẹ ruột của nhà vua, Văn Định Vương hậu.

## Thân thế
Minh Tông đại vương có tên húy là Lý Hoàn (李峘; 이환), tên tự là Đối Dương (對陽), là con trai thứ hai của Triều Tiên Trung Tông với người vợ thứ ba, Văn Định Vương hậu thuộc dòng họ Pha Bình Doãn thị (坡平尹氏). Sơ phong ông nhận tước vị Khánh Nguyên đại quân (慶原大君), tước Đại quân là chỉ dành cho con trai của Vương hậu, phân biệt với Quân chỉ dành cho con trai của Hậu cung tần ngự.
Năm 1545, Triều Tiên Nhân Tông băng hà mà không có người kế vị, ông được lên ngôi khi mới 12 tuổi. Vì còn quá nhỏ để có thể trị vì, mẹ ông khi đó đã là Đại vương đại phi (大王大妃) đã lên nhiếp chính, sử gọi việc này là Thùy liêm thính chánh (垂簾聽政), quyền lực thực tế do Đại vương đại phi cùng em trai Doãn Nguyên Hành trực tiếp nắm giữ.

## Ngoại thích và Đảng tranh
Dưới triều đại của Minh Tông đại vương, triều đình được chia thành hai phái; Đại Doãn đứng đầu là Doãn Nhậm (尹任), cậu của Triều Tiên Nhân Tông; và Tiểu Doãn đứng đầu bởi Doãn Nguyên Hành (尹元衡), cậu của Minh Tông. Đại Doãn lên nắm quyền vào năm 1544, khi Nhân Tông nối ngôi; nhưng họ đã thất bại trong việc không thể tiêu diệt phe đối lập, từ lúc Văn Định Vương hậu bảo vệ phái Tiểu Doãn và những viên quan khác.
Sau khi Nhân Tông đại vương qua đời, Tiểu Doãn thay thế Đại Doãn trong triều đình và đã thẳng tay sát hại kẻ thù của họ trong lần thứ tư của cuộc thanh trừng. Doãn Nhâm bị giết chết cùng với phe cánh của mình, đây gọi là Ất Tị sĩ họa (乙巳士禍). Doãn Nguyên Hành được phong Lãnh nghị chánh, trực tiếp chuyên quyền, đồng thời tiếp tục cuộc tấn công vào phe đối lập.
Năm 1546, Doãn Nguyên Hành kết tội cho người anh của mình là Doãn Nguyên Lão (尹元老), khiến ông này bị giết vài ngày sau đó cùng với những người theo ông ta. Khi trong triều đình đã không còn đối thủ, Doãn Nguyên Hành nghiễm nhiên trở Lãnh nghị chánh (領議政; 영의정), tối cao quan tước trong quan chế Triều Tiên.
Trong thời gian cầm quyền, Văn Định Vương hậu đã ra lệnh chia lại những phần đất đai cho dân chúng mà trước đây đều thuộc quyền sở hữu của tầng lớp quý tộc. Bà là người bài Nho giáo và sùng Phất giáo, nên trọng dụng Phổ Vũ (普雨) và thiết lập Tăng khoa (僧科). Sau khi Minh Tông 20 tuổi, đã đủ chín chắn để trị vì, nhưng trên thực tế thì Văn Định Vương hậu vẫn phải giải quyết công việc của đất nước thay cho Minh Tông.

## Cuối đời
Năm 1565, Văn Định Vương hậu qua đời sau 20 năm cầm quyền, Minh Tông quyết định tự mình cai trị đất nước. Ông đã cho xử tử ngưới cậu của mình là Doãn Nguyên Hành, cùng với bà vợ thứ hai của Doãn là Trịnh Lan Trinh, người mà đã dựa vào thế lực của chồng để lộng hành.
Không những thế, sau khi thu hồi quyền lực về tay mình, Minh Tông đã cố gắng để cải cách lại bộ máy triều đình. Bãi bỏ Tăng khoa do Văn Định Vương hậu thiết lập, chiêu hiền đãi sĩ và tiếp tục trọng dụng Nho giáo làm chính thống của chế độ. Bên cạnh đó, ông dần xuống tay với nhiều người ngoại thích của Văn Định Vương hậu, mau chóng thiết lập cục diện lũng đoạn hơn 20 năm do sự chuyên quyền của Văn Định Vương hậu.
Năm 1567, ngày 28 tháng 6, Minh Tông thăng hà ở Dưỡng Tâm đường trong Cảnh Phúc Cung, hưởng thọ 34 tuổi. Ông qua đời mà không có người con nào kế vị, vì con trai duy nhất là Thuận Hoài Thế tử đã qua đời sớm. Do đó, cháu của ông là Lý Công (李蚣), con trai của Đức Hưng quân (德興君), được quần thần tôn làm người kế vị, sử gọi là Triều Tiên Tuyên Tổ.

## Gia đình
- Thân phụ: Triều Tiên Trung Tông.
- Thân mẫu: Văn Định Vương hậu Doãn thị (文定王后尹氏, 1501 - 1565), người ở Pha Bình. Con gái của Pha Sơn phủ viên quân Doãn Chi Nhậm (坡山府院君尹之任) và Toàn Thành phủ phu nhân Lý thị ở Toàn Nghĩa (全城府夫人全義李氏). Bà với danh vị Đại vương đại phi đã nhiếp chính suốt thời gian trị vì của Minh Tông.
- Hậu cung:

1. Nhân Thuận Vương hậu Thẩm thị (仁順王后沈氏, 1532 - 1575), người ở Thanh Tùng. Bà là con gái của Tịnh Lăng phủ viện quân Thẩm Cương (靑陵府院君沈鋼) và Hoàn Sơn phủ phu nhân Lý thị (完山府夫人李氏).
2. Khánh tần Lý thị (慶嬪李氏, 1541 - 1595), người ở Toàn Nghĩa.
3. Thuận tần Lý thị (順嬪李氏).
4. Thục nghi Hàn thị (淑儀韓氏).
5. Thục nghi Trịnh thị (淑儀鄭氏), người ở Ôn Dương.
6. Thục nghi Trịnh thị (淑儀鄭氏), người ở Đông Lai.
7. Thục nghi Thận thị (淑儀愼氏), người ở Ký Xương.
8. Thục nghi Thân thị (淑儀申氏), người ở Bình Sơn.

- Hậu duệ:
- Thuận Hoài Thế tử [順懷世子, 1551 - 1553], mẹ là Nhân Thuận Vương hậu.

## Thụy hiệu
- King Myeongjong Gongheon Heoneui Somun Gwangsuk Gyeonghyo the Great of Korea.
- 명종공헌헌의소문광숙경효대왕.
- 明宗恭憲獻毅昭文光肅敬孝大王.
- Minh Tông Cung Hiến Hiến Nghị Chiêu Văn Quang Túc Kính Hiếu đại vương.